# Spizaphilus alatus
Spizaphilus alatus is een rechtvleugelig insect uit de familie Anostostomatidae. De wetenschappelijke naam van deze soort is voor het eerst geldig gepubliceerd in 1880 door Butler.